# Třída Branlebas
Třída Branlebas byla třída torpédoborců francouzského námořnictva. Celkem bylo postaveno deset jednotek této třídy. Francouzské námořnictvo je provozovalo od roku 1908. Dva byly potopeny za první světové války.

## Stavba
Celkem bylo postaveno deset jednotek této třídy. Jednalo se o mírně vylepšenou verzi třídy Claymore. Do stavby se zapojily francouzské loděnice Arsenal de Rochefort v Rochefortu, Brasse et Fouché v Nantes, SA de Travaux Dyle et Bacalan v Bordeaux, Chantiers et Ateliers de Saint-Nazaire - Penhoët v Saint-Nazaire a Chantiers et Ateliers Augustin-Normand v Le Havre. Kýly plavidel byly založeny v letech 1905–1906. Do služby byla přijaty v letech 1908–1910.
Jednotky třídy Branlebas:
| Jméno            | Loděnice             | Založení kýlu | Spuštěn           | Vstup do služby | Osud                                                                 |
| ---------------- | -------------------- | ------------- | ----------------- | --------------- | -------------------------------------------------------------------- |
| Glaive (M42)     | Arsenal de Rochefort | 1905          | 10. září 1908     | září 1910       | Vyškrtnut 1932.                                                      |
| Poignard (M3)    | Arsenal de Rochefort | 1905          | 3. července 1909  | listopad 1910   | Vyškrtnut 1926.                                                      |
| Sabretache (M47) | Brasse et Fouché     | 1906          | 5. února 1908     | září 1908       | Vyškrtnut 1920.                                                      |
| Oriflamme (M48)  | Brasse et Fouché     | 1906          | 4. dubna 1908     | září 1908       | Vyškrtnut 1921.                                                      |
| Étendard (M49)   | Dyle et Bacalan      | 1905          | 20. března 1908   | únor 1909       | Dne 25. dubna 1917 v Severním moři potopen německou torpédovkou A39. |
| Fanion (M50)     | Dyle et Bacalan      | 1905          | 4. května 1908    | únor 1909       | Vyškrtnut 1921.                                                      |
| Sape (M51)       | Penhoët              | 1905          | 23. září 1907     | listopad 1908   | Vyškrtnut 1926.                                                      |
| Gabion (M52)     | Penhoët              | 1905          | 21. prosince 1907 | v1908           | Vyškrtnut 1921.                                                      |
| Branlebas (M53)  | Normand              | 1905          | 8. října 1907     | červenec 1908   | Dne 30. září 1915 se potopil na mině.                                |
| Fanfare (M54)    | Normand              | 1905          | 19. prosince 1907 | září 1908       | Vyškrtnut 1925.                                                      |

## Konstrukce

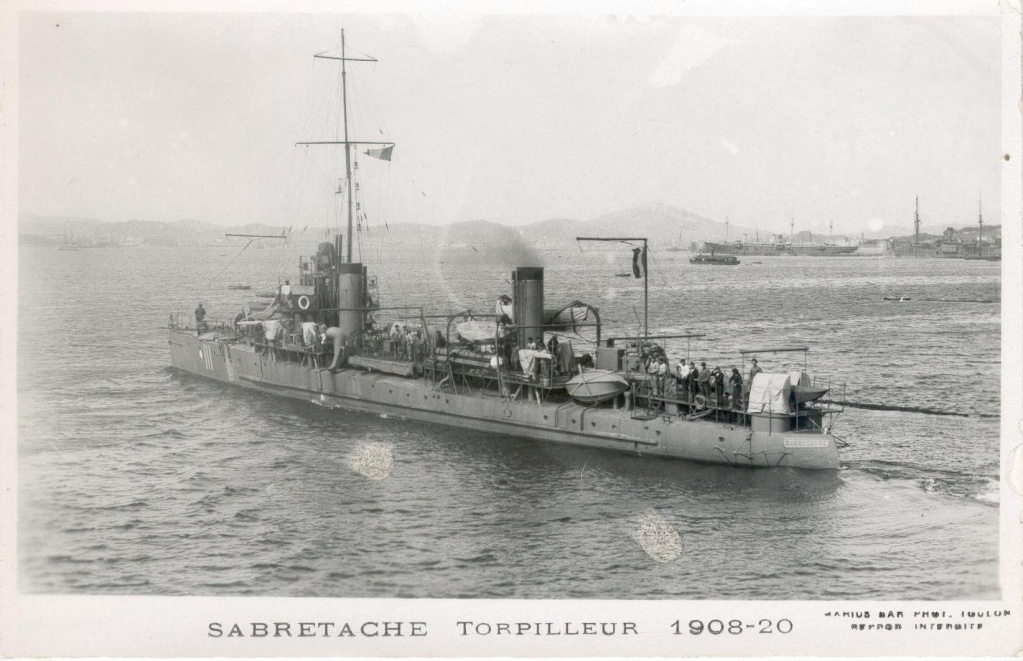
Sabretache (M47)

Výzbroj představoval jeden 65mm kanón, šest 47mm kanónů a dva 450mm torpédomety. Pohonný systém tvořily dva kotle a dva parní stroje s trojnásobnou expanzí o výkonu 6800 shp, pohánějící dva lodní šrouby. Použity byly kotle na uhlí různého typu (Normand, Du Temple). Torpédoborce měly dva komíny. Pohonný systém chránil 20mm pancéřový pás. Nejvyšší rychlost dosahovala 27,5 uzlu. Dosah byl 2100 námořních mil při rychlosti deset uzlů.